# نورکانوو
نورکانوو (انگلیسی: Norkanovo) یک شهرک در شهرستان یانائولسکی استان باشقیرستان کشور روسیه است.